# Agostino Vallini
Agostino Vallini (Poli, 17. travnja 1940.) talijanski je prelat Katoličke Crkve . Kardinal je od 2006. godine. Od 2008. do 2017. služio je kao generalni vikar u Rimu. Također je nadsvećenik emeritus nadbazilike sv. Ivana Lateranskog.
Dana 26. ožujka 2017. papa Franjo prihvatio je njegovu ostavku na mjesto vikara Rima i nadsvećenika svetog Ivana Lateranskog. Franjo ga je 30. rujna imenovao članom Vrhovnog suda Apostolske signature.